# اتحادیه جهانی کشتی
اتحادیه جهانی کشتی (به انگلیسی: United World Wrestling) (به‌اختصار: UWW) فدراسیون بین‌المللی ورزش کشتی است، که در سال ۱۹۱۲ تأسیس شد و مقر آن در شهر لوزان، سوئیس قرار دارد. مسابقات قهرمانی کشتی جهان به صورت سالانه در سه بخش کشتی آزاد مردان، کشتی فرنگی مردان و کشتی آزاد زنان، توسط این فدراسیون برگزار می‌شود.
این سازمان در گذشته فدراسیون بین‌المللی سبک‌های همبسته کشتی (به فرانسوی: Fédération Internationale des Luttes Associées) با نام اختصاری فیلا (FILA) نامیده می‌شد و از سپتامبر ۲۰۱۴ نام آن به اتحادیه جهانی کشتی تغییر کرد.
اتحادیه جهانی کشتی در حال حاضر ۱۷۴ عضو دارد، ریاست آن برعهده نناد لالوویچ از کشور صربستان است و نهاد اداره‌کننده ورزش کشتی آماتور در دنیا و نماینده این ورزش در کمیته بین‌المللی المپیک به‌شمار می‌آید.
اتحادیه جهانی کشتی یکی از جدیدترین و پیشرفته‌ترین فدراسیون‌های ورزشی در جهان است و تاکنون سخت‌ترین قوانین را برای ورزش کشتی آزاد و کشتی فرنگی در سراسر جهان تصویب کرده است.

## رویدادها
| شماره | رویداد                                       | اولین | آخرین       |
| ----- | -------------------------------------------- | ----- | ----------- |
| 1     | مسابقات قهرمانی کشتی جهان                    | ۱۹۰۴  | ۲۰۲۳        |
| 2     | مسابقات قهرمانی کشتی ساحلی جهان              | ۲۰۰۶  | 2018 (11th) |
| 3     | مسابقات قهرمانی کشتی زیر ۲۳ سال جهان         | ۲۰۱۷  | 2023 (6th)  |
| 4     | World Espoir Wrestling Championships         | ۱۹۸۳  | 1995 (7th)  |
| 5     | مسابقات قهرمانی کشتی جوانان جهان             | ۱۹۶۹  | ۲۰۲۳        |
| 6     | مسابقات قهرمانی کشتی نوجوانان جهان           | ۱۹۷۵  | 2023 (25th) |
| 7     | World Veterans Wrestling Championships       | ۱۹۹۸  | 2018 (22th) |
| 8     | جام جهانی کشتی                               | ۱۹۷۳  | 2021 (49th) |
| 9     | جام باشگاه‌های کشتی آزاد جهان                 | ۲۰۱۴  | 2018 (5th)  |
| 10    | World Military Wrestling Championships       | ۱۹۶۱  | 2018 (33th) |
| 11    | World University Wrestling Championships     | ۱۹۶۸  | 2018 (13th) |
| 12    | UWW World Pahlavani Wrestling Championships  | ۲۰۱۶  | 2018 (2nd)  |
| 13    | UWW World Grappling Wrestling Championships  | ۲۰۰۸  | 2018 (11th) |
| 14    | UWW World Pankration Wrestling Championships |       | (th)        |
| 15    | UWW World Belt Wrestling Championships       |       | (th)        |